# Rivière Marion
Pour les articles homonymes, voir Marion.
La rivière Marion est un cours d'eau qui coule dans le département Nord-Est à Haïti, et un petit fleuve côtier qui a son embouchure en Mer des Caraïbes le long de la ville portuaire de Fort-Liberté.

## Géographie
Ce fleuve qui se jette dans l'océan Atlantique prend sa source dans le Massif du Nord.
Ce fleuve à son embouchure dans l'océan Atlantique sur la commune de Fort-Liberté en passant par Acul-Samedi Elle rejoint la baie de Fort-Liberté dans laquelle elle se jette par le biais de plusieurs bras au milieu d'une zone marécageuse constituée de mangroves.